# Desferroxamina
La desferroxamina (amb altres idiomes deferoxamina) és un fàrmac que enllaça el ferro i l'alumini. Es fa servir específicament per a la sobredosi de ferro, hemocromatosi, ja sia causada per múltiples transfusions de sang o a causa d'una condició genètica, i la toxicitat per alumini en persones en diàlisi. Es fa servir per injecció intramuscular, intravenosa o subcutània.
Els efectes secundaris comuns inclouen el dolor en el lloc de la injecció, la diarrea, vòmits, febre, pèrdua de l'audició i problemes oculars. Reaccions al·lèrgiques greus incloent anafilaxi i baixa pressió de la sang.
La desferroxaminava ser aprovada per ús mèdic als Estats Units el 1968.
La desferroxaminas'està estudiant pel tractament dels danys en la medul·la espinal i hemorràgia intracerebral. També s'usa per a induir un ambient similar a l'apòxia en cèl·lules mare.